# Willow Weep for Me
Willow Weep for Me ist der Titel einer von Ann Ronell (Musik und Text) komponierten Ballade im Swingrhythmus der Tin-Pan-Alley-Ära aus dem Jahr 1932. Sie entwickelte sich zum Jazzstandard und Evergreen.

## Entstehungsgeschichte
Nachdem Ann Ronell ihr Vorbild George Gershwin für die Schülerzeitung ihres berühmten Radcliffe College interviewen durfte, vermittelte er ihr nach ihrer Schulzeit 1927 einen Job als Pianistin am Broadway. Inspiriert durch riesige Weidenbäume auf dem Campus ihrer früheren Schule, verfasste sie den Song Willow Weep for Me und brachte ihn zum Musikverlag von Irving Berlin.
Ronell war überzeugt davon, dass Songs sich auf die einfachen und netten kleinen Dinge des Lebens fokussieren sollten. Der poetische Text lebt insbesondere von Alliterationen wie „Willow“ und „Weep“ und „bend your branches“. Es wurden nicht direkte Reimformen verwandt, sondern indirekte. Willow Weep for Me ist eine 32-taktige Ballade in der Liedform AABA, die ursprünglich in G-Dur (mit Wechseln nach C-Dur) verfasst wurde. Der B-Teil hat Moll-Charakter. Die Wehklage, die im handwerklich gut ausgearbeiteten Song hervorgebracht wird, bleibt allerdings vage. Die besungene Weide solle für den Sänger weinen und im Wind flüstern und dabei der vergangenen Liebesträume gedenken. Der Traum eines lieblichen Sommers sei vorbei.
Irving Berlins Musikverlagspartner Saul Bornstein war wegen der auffälligen Orientierung an Gershwin und den komplexen Rhythmuswechseln kritisch eingestellt. Doch als Berlin den Song selbst hörte, war er begeistert und vermittelte ihn an Ted Fiorito.

## Veröffentlichung und Erfolg
Ted Fiorito nahm die Single Willow Weep for Me / More Beautiful Than Ever (Brunswick Records 6422) am 1. Oktober 1932 mit Sänger Muzzy Marcellino in San Francisco auf und erreichte damit nach Veröffentlichung im Dezember 1932 Rang 17 der US-Pop-Hitparade.

## Coverversionen

Cab Calloway – Willow Weep for Me

Mit mindestens 185 Versionen ist Willow Weep for Me ein viel gecoverter Song. Die erste und erfolgreichste Coverversion stammt von  Paul Whiteman mit Sängerin Irene Taylor (17. November 1932; Victor 24187), die ebenfalls im Dezember 1932 auf den Markt kam und bis auf Rang 2 vordrang. Bereits am 24. Januar 1933 hatte es den Weg nach England gefunden, wo es von Bert Ambrose & His Orchestra (mit Sänger Sam Browne) aufgenommen wurde. Cab Calloway kam mit seiner Aufnahme (16. Januar 1941) im Februar 1941 auf den Markt. Stan Kentons Version (25. Juli 1946) verhalf dem Titel zur Etablierung als Jazzstandard. Art Tatum präsentierte ihn während seines Live-Auftritts am 2. April 1949 im Shrine Auditorium von Los Angeles. Gesungen wurde die Ballade auch in dem Marx-Brothers-Film Love Happy (US-Premiere am 12. Oktober 1949), für den Ann Ronell die Musik geschrieben hatte. Arnett Cobb brachte eine weitere Jazzfassung heraus (19. Januar 1951). Billie Holiday sang die erste von mindestens 13 Fassungen am 3. September 1954 (LP Lady Sings the Blues mit Barney Kessel, Gitarre). Weitere Fassungen entstanden beim Newport Jazz Festival (6. Juli 1957) und dem  Monterey Jazz Festival (5. Oktober 1958). Auch Ella Fitzgerald sang ihn während des Newport Jazz-Festivals (6. Juli 1957). Am 23. Juli 1957 wurde der Song auch von Louis Armstrong (mit dem Trio von Oscar Peterson) eingespielt. Im selben Jahr nahm Sarah Vaughan die Ballade live auf (August 1957), im Folgejahr Frank Sinatra (LP Frank Sinatra Sings for Only the Lonely; 19. Mai 1958).
Aber nicht nur im Jazz, sondern auch stilübergreifend wurde er in anderen Musikgenres übernommen. Ray Charles nahm den Titel mit David Fathead Newman auf (5. November 1958), es folgten Lou Rawls (Januar 1962) und Sam Cooke (LP Mr. Soul; Februar 1963). Eine Folkmusik-Fassung gab es vom britischen Duo Chad & Jeremy (September 1964), das den Song nochmals in die Hitparade transportierte (Rang 15 in den USA). Ferner erschienen Versionen der Lettermen (März 1965) und vom Alan Price Set (November 1966). Weitere Fassungen stammen von Booker T. & the M.G.’s (Oktober 1968) und James Brown (Mai 1969).
Frühe Instrumentalversionen des Titels stammen von der Jazzpianistin Mary Lou Williams (begleitet nur von einem Bass; 18. März 1949), Kenny Clarke (Bohemia After Dark, 28. Juni 1955) und vom Modern Jazz Quartet (Fontessa; 22. Januar 1956). Es folgten Gene Harris mit seinen Three Sounds (16. September 1958), aber auch im Quartett mit Stanley Turrentine. Oscar Peterson nahm Willow Weep for Me zum Ausgangspunkt von (nur dezent begleiteten) Soli auf dem Kontrabass. Wes Montgomery nahm ihn live im „Half Note“-Club von New York am 25. Juni 1965 auf, eine Studiofassung entstand 2 Jahre später am 26. Juni 1967. Veröffentlicht wurde der Live-Titel erst auf der posthum erschienenen Montgomery-LP Willow Weep for Me (September 1969); sie erhielt den Grammy Award als bestes Jazzalbum. Dexter Gordon (Paris; 23. Mai 1963) und Stéphane Grappelli/Barney Kessel (Limehouse Blues; Paris, 23. und 24. Juni 1969) waren weitere Interpreten.
Im Kinofilm In the Line of Fire – Die zweite Chance (deutsche Premiere am 28. Oktober 1993) spielt Clint Eastwood einen gealterten Leibwächter, der sich in einer Szene ans Klavier setzt und zur Entspannung Willow Weep for Me spielt.

## Ähnliche Songs
Am 19. März 1939 nahm das Count Basie Orchestra erstmals für Columbia Records auf. Dabei wurde auch das Stück Taxi War Dance aufgenommen, wobei Count Basie als Urheber angegeben ist; dennoch ist es auf den Harmonien von „Willow Weep for Me“ aufgebaut. Auch Paul Bley spielt eigene Stücke, die auf Ronells Komposition basieren.